# Upplands runinskrifter 479
Upplands runinskrifter 479 är en vikingatida runsten av granit vid Prästgården, Alsike socken och Knivsta kommun. Runstenen är cirka 1,75 meter hög, 1,2 meter bred och intill 0,45 meter tjock. Runslingan är cirka 10 centimeter bred. Ristningen vetter mot söder.
Stenen lagades och restes 1940. Den lagades och restes ånyo 1967 och lagningen reparerades 1980.

## Inskriften
Translitterering av runraden:
× ousmuntʀ : auk : e-(i)ʀ : suniʀ : kuriþaʀ : situ : stin : iftʀ : sikulf : f-þu sin : suta : buruþur : ulfkil : iuk : ru lufa : -iþi
Normalisering till runsvenska:
Asmundr ok e-iʀ, syniʀ Gyriðaʀ, sættu stæin æftiʀ Sigulf, f[a]ður sinn, Sota broður. Ulfkell hiogg runaʀ, Lofa [l]iði.
Översättning till nusvenska:
Åsmund och  e-iʀ, Gyrids söner, satte stenen efter Sigulv, sin fader, Sotes broder. Ulvkell högg runorna, Loves följeslagare.
e-iʀ är en runföljd som inte kan tolkas, möjligen hette en broder ehiʀ − Ægiʀ  −  Æger. Ristaren Ulvkell står Torbjörn nära, som visas både av ornamentiken och runorna. Men Ulvkell är långtifrån att vara en lika skicklig ristare som Torbjörn. Hans runor är ojämna och ofta osäkert tecknade. Det övre korset på ristningen liknar ett på U 461. Runorna lufa : -iþi står för sig själv på korsets fot, och tolkas som liði − lid, d.v.s. någon, möjligen ristaren Ulvkell, ingick i Loves krigarfölje.